# Феррара, Джекки
Джекки Феррара (англ. Jackie Ferrara, род. 17 ноября 1929 года в Детройте, штат Мичиган) — американский скульптор, наиболее известна своими пирамидальными сложенными структурами. Её работы находятся в коллекциях Музея искусств округа Лос-Анджелес, музея «Луизиана», музее «Коллекция Филлипса» и других.

## Биография и творчество
C раннего возраста Джекки Феррара любила создавать домашнюю мебель, такую как полки и шкафы.
В 1952 переезжает из Детройта в Нью-Йорк, и в этом же году начинает посещать занятия по художественной обработке кожи, занимается гончарным делом. Работая в Henry Street Settlement, она знакомится с танцорами и актёрами. С 1960-х начинает посещать различные перформансы и выступления в галерее Джадсона и в церкви Джадсона, а также заниматься скульптурой.
Она выступала в двух хеппенингах (1962 и 1965) Класа Олденбурга, который особенно повлиял на её творчество. В период с конца 1950-х до начала 1970-х годов скульптуры Феррары «включали восковые фигуры в группах, построенные коробки с жутким содержимым и висячие предметы, такие как похожие на хвост предметы из джута, и холстовые панели, покрытые хлопчатобумажным ватином и висящие рядами».
В 1970-х годах Джекки Феррара разрабатывает свой стиль в скульптуре— создает деревянные конструкции пирамидального типа / зиккурата, изготовленные путем укладки в стопку горизонтально-слоистых ступеней. Ранней «зрелой» работой является «Пирамида пустотелого ядра» (фанера, 0,61 × 0,61 × 0,61 м, 1974; Глен-Ридж, Нью-Джерси, сборник Леви), для которой вдохновением была развёрнутая мумия, которую она нашла чрезвычайно «красивой» и захотела, чтобы её собственная работа имела подобное качество. Феррара провела персональные выставки в Нью-Йорке в 1973 и 1974 годах, где представила несколько пирамидальных работ.
С 1980-х годов Феррара начала заниматься проектированием разных поверхностей общественных пространств — общественных площадок, проходов и платформ. Работы этого периода творчества отличаются геометрией, обилием треугольных форм и полос разных размеров, использованием плитки в качестве материала (например, гранита, сланца).
«Ферра работает с модулями, унитарные последовательностями и концептуальными системами, подходя к своей работе со строгой точностью и с ясностью математика».

## Общественные работы
Крупные общественные работы, созданные Феррарой, включают:
- «Замок Клинтон: Башня и Мост» (1979)
- «Место встречи»[4] — большое «лобби» с бетонными и стальными полами, поднятой платформой со ступенями, бетоном и стальными сидениями. (1988)
- Деревянная скульптура «Бельведер» в саду скульптур Миннеаполиса[5]. (1988)
- 250-местный «Амфитеатр» в LACMA. (1999)
- «Ступенчатая башня» высотой шестьдесят футов в Университете Миннесоты[6]. (2000)
- 60-футовый красный и черный гранитный «Фонтан» в Университете Хьюстона[7]. (2006)

## Награды
- Гранты для творческих художников, New York State Council on the Arts: 1971 и 1975
- Гранты национального фонда искусств: 1973, 1977, 1987
- Стипендия Гуггенхайма, 1976
- Награда за выдающиеся достижения в области дизайна Flushing Bay Promenade, Куинс, Нью-Йорк, Комиссия по искусству города Нью-Йорка, 1988
- Institute Honor, Американский институт архитекторов, 1990